# Exhippolysmata
Exhippolysmata är ett släkte av kräftdjur. Exhippolysmata ingår i familjen Hippolytidae.
Kladogram enligt Catalogue of Life:
| Exhippolysmata | \| \| Exhippolysmata ensirostris \| \| \| \| \| \| Exhippolysmata hastatoides \| \| \| \| \| \| Exhippolysmata oplophoroides \| \| \| \| |
|                | \| \| Exhippolysmata ensirostris \| \| \| \| \| \| Exhippolysmata hastatoides \| \| \| \| \| \| Exhippolysmata oplophoroides \| \| \| \| |
|                | Alope |
|                | |
|                | Bathyhippolyte |
|                | |
|                | Bythocaris |
|                | |
|                | Calliasmata |
|                | |
|                | Caridion |
|                | |
|                | Chorismus |
|                | |
|                | Cryptocheles |
|                | |
|                | Eualus |
|                | |
|                | Heptacarpus |
|                | |
|                | Hetairus |
|                | |
|                | Hippolysmata |
|                | |
|                | Hippolyte |
|                | |
|                | Latreutes |
|                | |
|                | Lebbeus |
|                | |
|                | Lysmata |
|                | |
|                | Merhippolyte |
|                | |
|                | Parhippolyte |
|                | |
|                | Saron |
|                | |
|                | Spirontocaris |
|                | |
|                | Thinora |
|                | |
|                | Thor |
|                | |
|                | Thoralus |
|                | |
|                | Tozeuma |
|                | |
|                | Trachycaris |
|                | |
|                | Exhippolysmata ensirostris |
|                | |
|                | Exhippolysmata hastatoides |
|                | |
|                | Exhippolysmata oplophoroides |
|                | |

|  | Exhippolysmata ensirostris   |
|  |                              |
|  | Exhippolysmata hastatoides   |
|  |                              |
|  | Exhippolysmata oplophoroides |
|  |                              |